# Halleria lucida

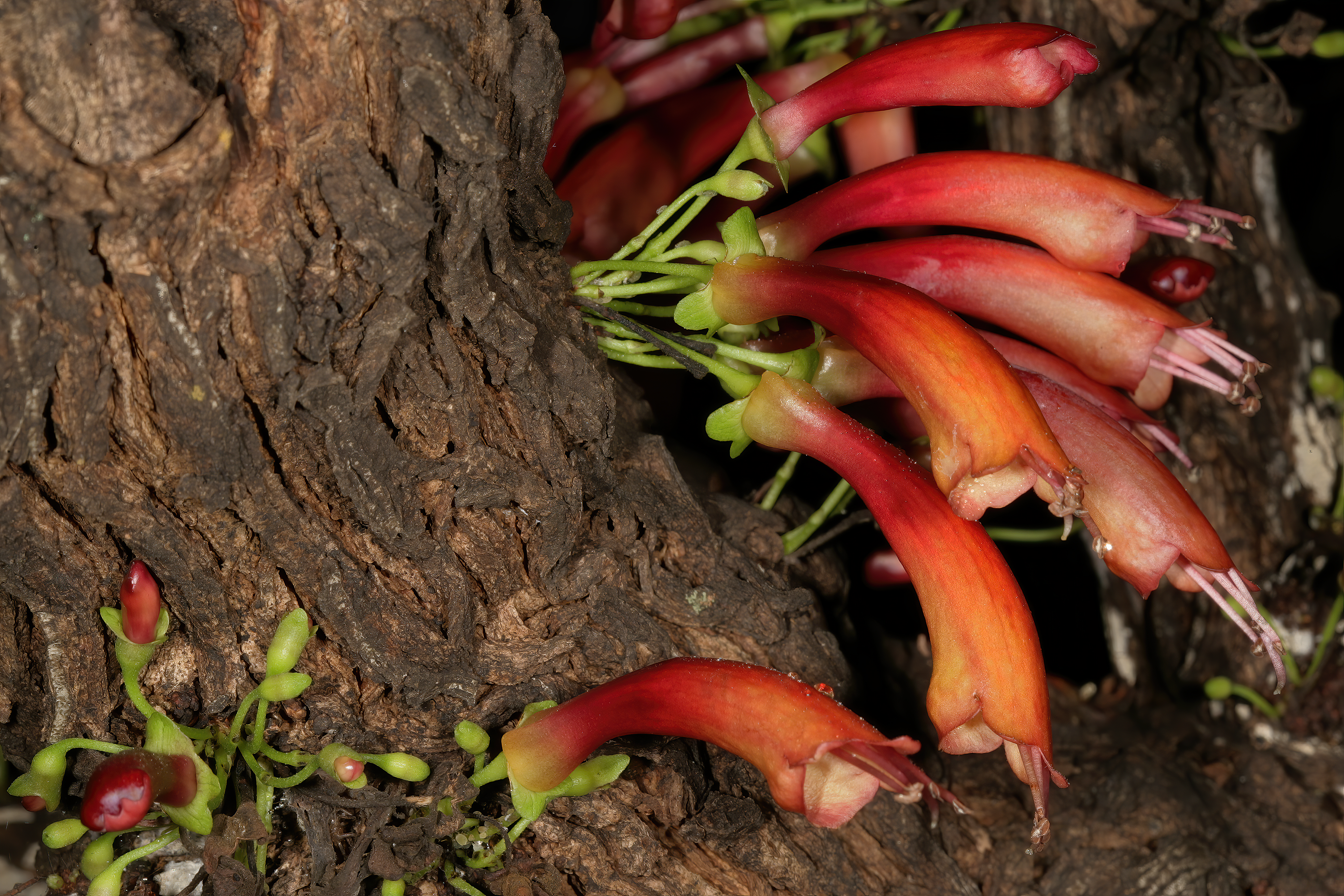
Blütenstand

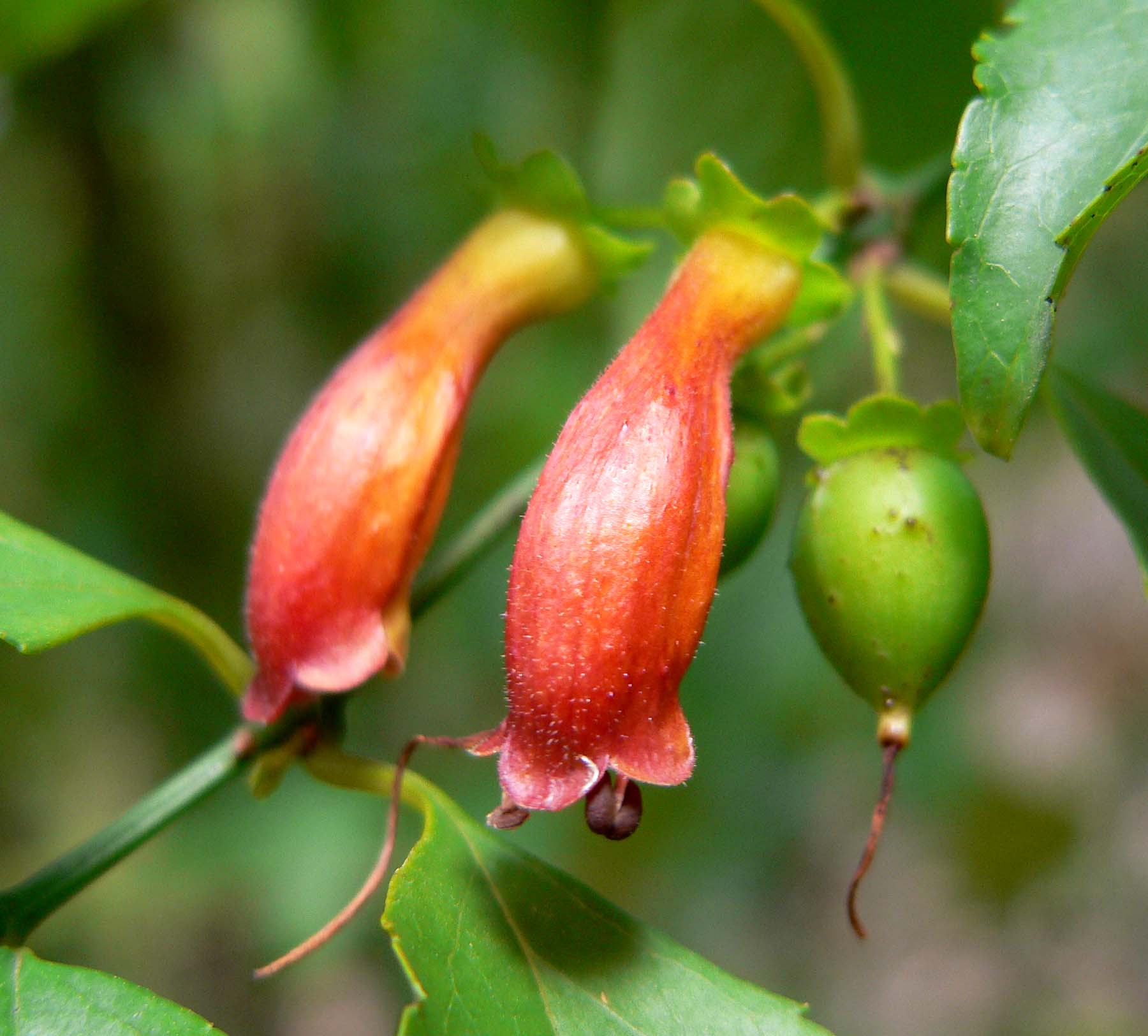
Blüten und junge Frucht

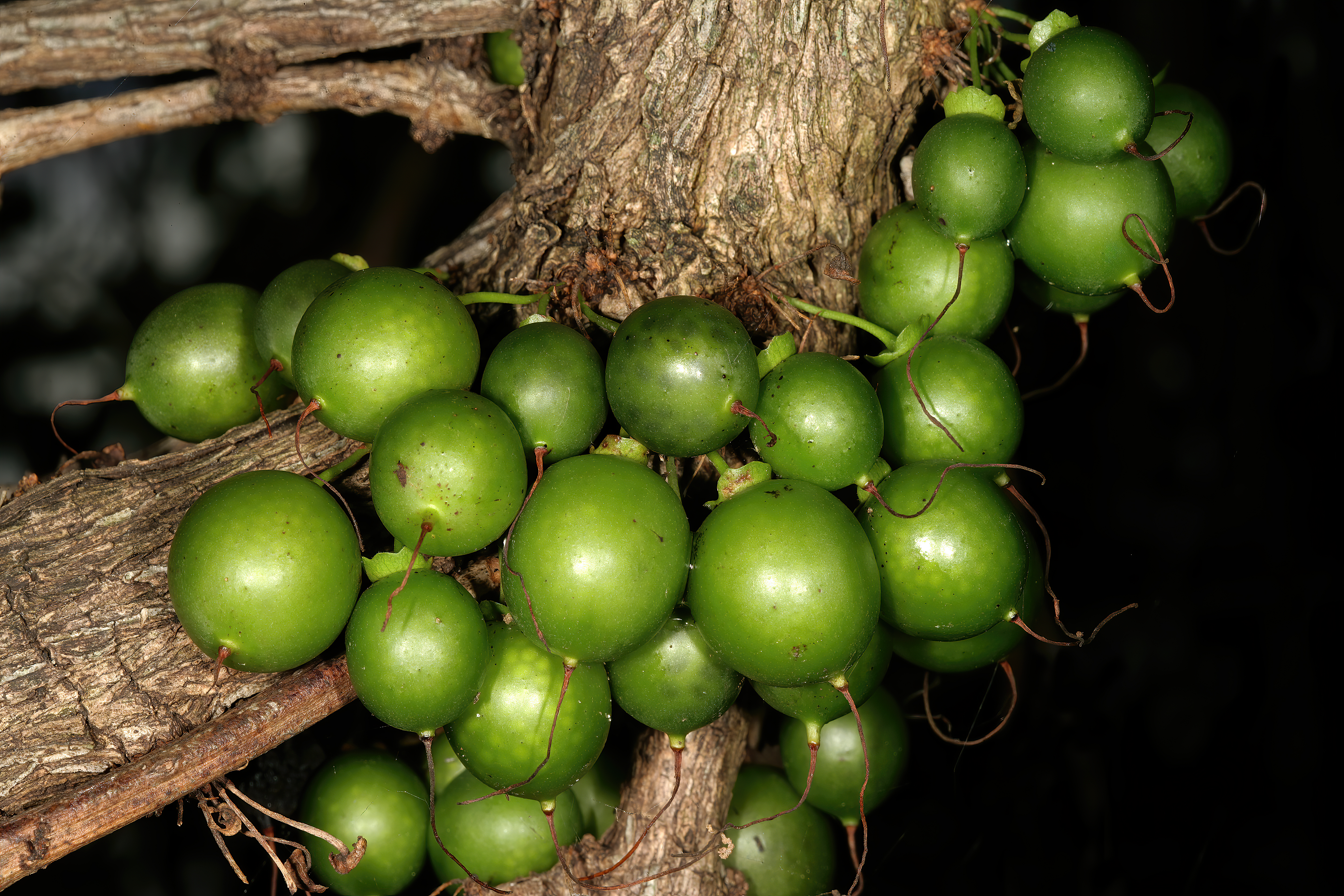
Unreifer Fruchtstand

Halleria lucida ist eine Pflanzenart in der Familie der Stilbaceae aus Arabien, Ost- bis Zentralafrika bis ins südliche Afrika.

## Beschreibung
Halleria lucida wächst als recht schnellwüchsiger, immergrüner Strauch bis etwa 5 Meter hoch oder als kleinerer bis größerer Baum bis zu 12–20 Meter hoch. Die grobe, raue, grau-braune Borke ist rissig bis furchig und schuppig oder abblätternd.
Die gegenständigen, einfachen Laubblätter sind kurz gestielt. Der kurze Blattstiel ist bis 1,5 Zentimeter lang. Die dünnledrigen, eiförmigen und gesägt bis gekerbten und teils feingezähnten, spitzen bis zugespitzten, kahlen Blätter sind bis 10 Zentimeter lang. Die Nebenblätter fehlen.
Die Blüten erscheinen achselständig und astblütig, ramiflor oder stammblütig, kauliflor in kleinen Büscheln. Die zwittrigen und schlank gestielten, oft hängenden Blüten (Rachenblüten), mit doppelter Blütenhülle sind rötlich oder weißlich. Der kleine, fast kahle Kelch ist kurz becherförmig verwachsen mit kurzen, ausgebreiteten 3–5 Lappen, Zipfeln. Die in einer schmal trichterförmigen, leicht gebogenen, bis zu 2,5–3,5 Zentimeter langen, Röhre verwachsene, zweilippige Krone mit kurzen, aufrechten Lappen ist außen mehr oder weniger feinhaarig. Die 4 langen Staubblätter sind didynamisch und etwas vorstehend. Der zweikammerige Fruchtknoten ist oberständig mit einem langen, schlanken und vorstehenden Griffel mit kleiner, kopfiger Narbe. Es sind Nektarien vorhanden.
Es werden rundliche bis eiförmige, schwarz-violette bis schwärzliche und vielsamige, etwa 1,3–2 Zentimeter große, glatte Beeren mit beständigem Kelch und Griffel gebildet. Die vielen sehr kleinen, bis 1,5 Millimeter langen und abgeflachten Samen im gelatinösen Fruchtfleisch sind minimal geflügelt.

## Verwendung
Die süßen Früchte sind essbar aber mit wenig Geschmack. Sie wurden früher von den Hottentotten häufig verwendet.
Die Pflanze wird auch als Hecke gepflanzt.
Das Holz ist recht schwer, hart und beständig. Es wird aber wenig verwendet, da es wenig verfügbar ist.